# La Trinidad Peras
La Trinidad Peras är en ort i Mexiko.   Den ligger i kommunen San Martín Peras och delstaten Oaxaca, i den sydöstra delen av landet, 250 km söder om huvudstaden Mexico City. La Trinidad Peras ligger 2 311 meter över havet och antalet invånare är 335.
Terrängen runt La Trinidad Peras är huvudsakligen kuperad, men norrut är den bergig. Runt La Trinidad Peras är det ganska glesbefolkat, med 30 invånare per kvadratkilometer. Närmaste större samhälle är Tlahuapa, 11,6 km väster om La Trinidad Peras. I omgivningarna runt La Trinidad Peras växer huvudsakligen savannskog.